# Calamaria schmidti
Calamaria schmidti — вид змій родини полозових (Colubridae). Ендемік Малайзії. Вид названий на честь американського герпетолога Карл Паттерсона Шмідта.

## Поширення і екологія
Calamaria schmidti відомі за двома зразками, зібраними на горі Кінабалу в штаті Сабах на острові Калімантан. Вони живуть у вологих гірських тропічних лісах, на висоті від 1350 до 1550 м над рівнем моря. Живляться дощовими черв'яками.